# 이설 (1989년생 배우)
이설(본명: 이민지, 1989년 1월 23일 ~ )은 대한민국의 뮤지컬 배우, 연극 배우이다.

## 생애
어린 시절부터 연예인이 되기를 원했고 초등학교 6학년 시절에는 SM 엔터테인먼트의 가수 오디션에 참여했다. 중학교에 입학한 이후에 배우가 되기로 결심했고 중학교·고등학교 재학 시절에는 100번이 넘는 오디션에 참여했다. 2006년 3월부터 6월까지 엠넷에서 방송된 16부작 청소년 성교육 텔레비전 드라마 《성교육닷컴》에 출연하여 민지 역할을 맡으면서 배우로 데뷔했고 2006년에 TU미디어에서 방송된 위성 DMB 라디오 프로그램 《슈퍼주니어 예성의 미라클 포 유》에 출연하기도 했다. 2007년 2월에 행신고등학교를 졸업했고 학점은행제를 통해 미디어, 연출을 전공했다.
2007년 4월에는 대한민국의 국가인 《애국가》를 영어, 일본어, 중국어, 프랑스어로 부르면서 메시지를 전달하는 내용이 담긴 '애국가녀'(Korea Anthem Girl) UCC 동영상을 제작했는데 "대한민국을 세계에 알리기 위하여 UCC 동영상을 제작했다."고 밝혔다. 배우로 활동하면서 여러 뮤지컬, 연극 작품에 출연했고 현직 뮤지컬 배우들과 함께 결혼식 축가 전문 공연 기획사인 판타스틱 뮤지컬 웨딩을 설립했다. 또한 유튜브 채널 노래하는이민지(Singing Minjee)에 결혼식 축가 추천 노래 모음, 뮤지컬 양식을 접목시킨 결혼식 축가 동영상을 게재했다. 2019년에는 텀블벅의 크라우드펀딩 프로젝트를 통해 제작한 독립 영화 《블루데이》(Blue Day)에서 감독, 연출을 맡는 한편 영화에 직접 출연하여 회사원 민지 역할을 맡았다. 이 영화는 민지의 친구이자 무명의 연극 배우였던 수혜의 죽음으로 인해 생긴 마음의 변화를 주제로 하고 있다.

## 출연 작품

### 드라마
| 연도   | 방송사 | 제목                         | 배역    |
| ------ | ------ | ---------------------------- | ------- |
| 2006년 | 엠넷   | 《성교육닷컴》               | 민지 역 |
| 2006년 | KBS    | 《성장드라마 반올림 시즌 3》 |         |
| 2011년 | SBS    | 《뿌리깊은 나무》            |         |

### 영화
| 연도   | 제목            | 배역           | 비고            |
| ------ | --------------- | -------------- | --------------- |
| 2006년 | 《다세포 소녀》 |                |                 |
| 2019년 | 《블루데이》    | 회사원 민지 역 | 감독, 연출 담당 |

### 뮤지컬
| 연도   | 제목                          | 배역                                           |
| ------ | ----------------------------- | ---------------------------------------------- |
| 2011년 | 《넌센스 2》                  | 메리 레오 역                                   |
| 2012년 | 《피크를 던져라》             | 지아 역                                        |
| 2014년 | 《달을 품은 슈퍼맨》          | 써니 역                                        |
| 2014년 | 《도로시밴드》                | 도로시 역                                      |
| 2015년 | 《그남자 그여자》             | 지원 역                                        |
| 2015년 | 《지구멸망 30일 전》          | 오혜원 역                                      |
| 2016년 | 《청춘밴드 제로》             | 조미료 역                                      |
| 2017년 | 《세븐데이즈》                | 해설자 역                                      |
| 2017년 | 《어른동생》                  | 하루 역                                        |
| 2017년 | 《사랑에 대한 다섯개의 소묘》 | 후배 여대생, 아내의 생일에서의 아내, 노처녀 역 |
| 2018년 | 《창문너머 어렴풋이》         | 정화 역                                        |
| 2018년 | 《얼쑤》                      | 고무신 - 남이 역                               |
| 2019년 | 《라푼젤》                    | 라푼젤 역                                      |
| 2019년 | 《얼쑤》                      | 점순 역                                        |
| 2020년 | 《얼쑤》                      | 고무신 - 남이 역                               |

### 연극
| 연도   | 제목                          | 배역                  |
| ------ | ----------------------------- | --------------------- |
| 2011년 | 《금지된 장난 - 지독한 사랑》 | 민지 역               |
| 2011년 | 《정인》                      | 정인 역               |
| 2012년 | 《어린 신부》                 | 민주화 역             |
| 2016년 | 《달빛 크로키》               | 옥탑방 크로키 유리 역 |
| 2020년 | 《한번 더 해요》              | 유선영 역             |

### 뮤직비디오
| 연도   | 가수             | 노래                                 |
| ------ | ---------------- | ------------------------------------ |
| 2005년 | 드렁큰 타이거    | 《소외된 모두, 왼발을 한 보 앞으로》 |
| 2009년 | 지현우 (더 넛츠) | 《그녀가 아파요 (Song by 지현우)》   |
| 2014년 | 스노우핑거       | 《너에게 가는 노래》                 |

### 광고
| 연도   | 기업             | 브랜드 | 비고               |
| ------ | ---------------- | ------ | ------------------ |
| 2013년 | (유)알지피코리아 | 요기요 | 최창엽과 함께 출연 |